# Europäische Freihandelsassoziation
Die Europäische Freihandelsassoziation (englisch European Free Trade Association, EFTA; französisch Association européenne de libre-échange, AELE) ist eine am 4. Januar 1960 im schwedischen Stockholm gegründete Internationale Organisation. Das entsprechende Übereinkommen trat am 3. Mai 1960 in Kraft. Ziel war die Förderung von Wachstum und Wohlstand ihrer Mitgliedstaaten und die Vertiefung des Handels und der wirtschaftlichen Zusammenarbeit zwischen den westeuropäischen Ländern wie auch der Welt insgesamt. Gleichzeitig sollte sie ein Gegengewicht zu den Europäischen Gemeinschaften bilden. Nach ihrem Übereinkommen (geändert 2001) stellt die EFTA eine in ihrem Anwendungsbereich begrenzte Freihandelszone zwischen ihren Mitgliedern ohne weitere politische Ziele dar.
Beginnend mit dem Übertritt Dänemarks und des Vereinigten Königreiches zur Europäischen Wirtschaftsgemeinschaft 1973 verlor die EFTA an Bedeutung gegenüber der EWG (bzw. später der EU). Seit 1995 gehören ihr nur noch Island, Liechtenstein, Norwegen und die Schweiz an. Mit Ausnahme der Schweiz bilden diese Länder zusammen mit jenen der Europäischen Union den Europäischen Wirtschaftsraum.

## Mitglieder

EFTA (seit 1995)
Mitgliedstaaten
Ehemalige Mitglieder

Die Gründungsmitglieder waren Dänemark, Norwegen, Österreich, Portugal, Schweden, die Schweiz und das Vereinigte Königreich. Es folgten Finnland (assoziiertes Mitglied 1961, Vollmitglied 1986), Island (1970) und Liechtenstein (1991).
Nachdem Dänemark und das Vereinigte Königreich (1973), Portugal (1986) sowie Finnland, Österreich und Schweden (1995) der Europäischen Gemeinschaft (EG) beigetreten und damit aus der EFTA ausgetreten sind, umfasst diese nunmehr als „Rest-EFTA“ nur noch die vier Staaten Island, Liechtenstein, Norwegen und Schweiz. Mit Ausnahme der Schweiz bilden diese Länder heute zusammen mit den Mitgliedstaaten der Europäischen Union den Europäischen Wirtschaftsraum (EWR), während die EU und die Schweiz ihr Verhältnis durch bilaterale Verträge regeln. 
Im August 2005 kündigten die zu Dänemark, aber nicht zur Europäischen Union gehörenden Färöer-Inseln an, (wieder) Mitglied der EFTA werden zu wollen. Im Jahr 2006 erteilte ein Parlamentsausschuss den Auftrag zu entsprechenden Verhandlungen. Da die Färöer-Inseln jedoch als Teil von Dänemark kein souveräner Staat sind, können sie keine EWR-Vertragspartei sein. Ein Beitritt des „Königreichs Dänemark hinsichtlich der Färöer-Inseln“ kommt nach Auffassung der dänischen Regierung nicht in Frage, da Dänemark als EU-Mitglied bereits im EWR ist.
Im Juli 2010 begannen die dann im März 2015 abgebrochenen Beitrittsverhandlungen Islands mit der Europäischen Union, die im Erfolgsfall dazu geführt hätten, dass Island die EFTA verlassen hätte.

## EFTA-Institutionen
- Das EFTA-Sekretariat in Genf, Brüssel und Luxemburg übernimmt Verwaltungs- und Koordinierungsaufgaben.
- Die EFTA-Überwachungsbehörde in Brüssel überwacht die Einhaltung des EWR-Abkommens durch Island, Liechtenstein und Norwegen.
- Der EFTA-Gerichtshof (eingerichtet 1994, drei Richter mit einer Amtszeit von sechs Jahren) in Luxemburg übt die gerichtliche Kontrolle in Bezug auf das EWR-Abkommen und die Staaten Island, Liechtenstein und Norwegen aus.

## Generalsekretäre der EFTA
| Generalsekretär                    | Staat                  | von               | bis                |
| ---------------------------------- | ---------------------- | ----------------- | ------------------ |
| Frank Figgures                     | Vereinigtes Königreich | 1. September 1960 | 31. Oktober 1965   |
| John Coulson                       | Vereinigtes Königreich | 1. November 1965  | 5. Mai 1972        |
| Bengt Rabaeus                      | Schweden               | 6. Mai 1972       | 30. November 1975  |
| Charles Müller                     | Schweiz                | 1. Januar 1976    | 30. September 1981 |
| Per Kleppe                         | Norwegen               | 1. Dezember 1981  | 5. April 1988      |
| Georg Reisch                       | Österreich             | 16. April 1988    | 31. August 1994    |
| Kjartan Jóhannsson                 | Island                 | 1. September 1994 | 31. August 2000    |
| William Rossier                    | Schweiz                | 1. September 2000 | 31. August 2006    |
| Kåre Bryn                          | Norwegen               | 1. September 2006 | 31. August 2012    |
| Kristinn F. Árnason                | Island                 | 1. September 2012 | 31. August 2018    |
| Henri Gétaz                        | Schweiz                | 1. September 2018 | 31. Dezember 2023  |
| Siri Veseth Meling (kommissarisch) | Norwegen               | 1. Januar 2024    | 31. August 2024    |
| Kurt Jäger                         | Liechtenstein          | 1. September 2024 | amtierend          |

## Geschichtliche Entwicklung
Die Entstehung der EFTA war als eine Reaktion der „äußeren Sieben“ auf die Gründung der Europäischen Gemeinschaften („Innere Sechs“) zu verstehen und steht seit ihrer Gründung bis heute im engen Zusammenhang mit der Entwicklung der Europäischen Gemeinschaften zur heutigen EU. Der Schrumpfungsprozess der heutigen Rest-EFTA, bedingt durch den Beitritt der meisten früheren EFTA-Staaten zur EU, ist unübersehbar.

### Vorgeschichte: Europa nach dem Zweiten Weltkrieg
Der Zweite Weltkrieg hatte in der westlichen Welt die Erkenntnis gebracht, dass politische Isolation und Protektionismus einen Neuaufbau in friedlichem Miteinander unmöglich machten. Bereits auf der 1944 abgehaltenen Konferenz von Bretton Woods war deshalb neben der Ausarbeitung eines Währungssystems für die Nachkriegszeit das Konzept einer weltweiten Handelsorganisation (International Trade Organization, ITO) erarbeitet worden, die alle Länder der westlichen Welt umfassen sollte. Zwar wurde die ITO selbst nie realisiert, sie bildete aber die Basis für das GATT-Abkommen von 1948, den Vorläufer der heutigen WTO.

### Marshall-Plan und OEEC
Die USA stellten 1947 im Rahmen des Marshallplans (offiziell European Recovery Program, ERP) 13 Mrd. US$ zum Wiederaufbau bereit, wobei die europäischen Länder in den Entscheidungsprozess über die Verwendung der bereitgestellten Mittel eingebunden werden sollten. Zu diesem Zweck wurde 1948 die Organization for European Economic Co-operation (OEEC), gegründet, um die Verteilung der US-Hilfe und die Aufstellung europäischer Wiederaufbaupläne zu koordinieren und auf die Liberalisierung von Handels- und Zahlungsströmen hinzuwirken. Die OEEC wurde ihrerseits 1961 in die Organisation for Economic Co-operation and Development (OECD) überführt.
Bei der Gründung der OEEC zeigte sich erstmals eine aufkommende Spaltung Westeuropas in zwei Lager: Die von Frankreich angeführten kontinentalen Föderalisten waren darum bemüht, zugunsten eines beschleunigten Einigungsprozesses nationale Kompetenzen auf europäischer Ebene zu übertragen und die OEEC als supranationale Organisation zu etablieren. Die britischen und skandinavischen Funktionalisten lehnten hingegen jede Schwächung der eigenen Souveränität ab und wollten nur eine Kooperation der nationalen Regierungen zulassen (Intergouvernementalismus). Sie konnten ihre Vorstellungen bei der Gründung der OEEC weitgehend durchsetzen.

### Gründung der Europäischen Gemeinschaften
Um den Frieden in Europa dauerhaft zu sichern, wurde insbesondere die Beendigung der historischen Rivalität zwischen Frankreich und Deutschland als notwendig erachtet. Nach einem Plan des französischen Außenministers Robert Schuman wurde von Deutschland, Frankreich, Italien und den Benelux-Ländern 1951 die Europäische Gemeinschaft für Kohle und Stahl (EGKS, Montanunion) gegründet, eine Zollunion im Montanbereich unter der Kontrolle einer weitestgehend souveränen Hohen Behörde.
Bereits 1955 wurde beschlossen, die bestehende Kooperation auf alle Bereiche der industriellen Produktion auszuweiten und durch eine weitreichende Koordinierung der Agrar- und Atompolitik zu ergänzen. Mit der Unterzeichnung der Römischen Verträge schufen die Sechs zum 1. Januar 1958 die Europäische Atomgemeinschaft (Euratom) und die Europäische Wirtschaftsgemeinschaft (EWG).
Weitere Details sind in dem Artikel Geschichte der Europäischen Union zu finden.

## Die Gründung der EFTA

### Parallele Freihandelsverhandlungen
Großbritannien war aufgrund seiner weltweiten Interessen und seiner engen wirtschaftlichen Verbindungen zum Commonwealth nicht an der Verwirklichung einer geschlossenen Wirtschaftszone interessiert und blieb der Gründung der Europäischen Gemeinschaften zunächst ebenso fern wie Österreich, Schweden und die Schweiz, die aufgrund ihrer Neutralität keine derart weitreichenden politischen Verpflichtungen eingehen konnten oder wollten. Der von Großbritannien unterbreitete Plan zur Schaffung einer OEEC-weiten Freihandelszone unter Wahrung nationaler Zolltarife und eigener Außenhandelspolitiken scheiterte jedoch im Dezember 1958 in den so genannten Maudling-Verhandlungen.
Großbritannien wollte durch die Gründung dieser Freihandelszone auch Mitglieder der europäischen Gemeinschaften anziehen, um deren Bedeutung zu schwächen, was aber nicht gelang.
Stattdessen wurden 1959 Verhandlungen zur Realisierung einer Ersatzlösung, der Schaffung einer kleinen Freihandelszone von sieben Ländern – Dänemark, Norwegen, Österreich, Portugal, Schweden, Schweiz, Vereinigtes Königreich –, aufgenommen. Diese mündeten nach nur sechs Monaten in die Stockholmer Konvention, das Gründungsdokument der EFTA, auch als Übereinkommen zur Errichtung der Europäischen Freihandelsassoziation bekannt. Es beschreibt die Ziele der EFTA und legt die Rechte und Pflichten der Mitgliedstaaten fest.
Die Stockholmer Konvention wurde am 4. Januar 1960 unterzeichnet und trat am 3. Mai 1960 in Kraft. Die erste im Vertrag vorgesehene Zollsenkung nach Artikel 3 erfolgte zum 1. Juli 1960; bis 1970 wurden die Zölle schrittweise ganz abgebaut. Das EFTA-Übereinkommen galt auch für Liechtenstein, das mit der Schweiz durch eine Zollunion verbunden war. Ab Juni 1961 war auch Finnland durch ein Assoziationsabkommen in den territorialen Anwendungsbereich der EFTA mit einbezogen.

### Ziele der EFTA
Die EFTA war von Anfang an als temporäre Organisation geplant, um durch Bündelung der gemeinsamen Interessen eine Annäherung an die EG zu erleichtern und die in der Präambel als primäres Ziel definierte Schaffung eines freien, alle OEEC-Länder umfassenden Marktes zu verwirklichen. Zwischenzeitlich sollte ein Abbau der Zollschranken den freien Handel zwischen den Mitgliedern erleichtern und den freien Welthandel im Sinne des GATT-Abkommens fördern. 
Artikel 2 der Stockholmer Konvention fordert konkret
- die Förderung von Wirtschaftswachstum, Vollbeschäftigung, Produktivitätssteigerungen und finanzieller Stabilität zur stetigen Verbesserung des Lebensstandards,
- die Gewährleistung gerechter Handels- und Wettbewerbsbedingungen,
- einen dauerhaften Ausgleich zwischen den Partnern und den verschiedenen Wirtschaftssektoren,
- einen aktiven Beitrag zur Ausweitung des Welthandels zu leisten.

Anders als die EG, die die ökonomische Integration im Wesentlichen als einen Zwischenschritt zur angestrebten politischen Integration betrachtete, wollte die EFTA ihren Mitgliedstaaten die volle politische Handlungsfreiheit erhalten; ein wesentliches Merkmal dafür war der Verzicht auf gemeinsame Außenzölle. Aufgrund erheblicher struktureller Differenzen wurden auch Landwirtschaft und Fischerei nicht miteinbezogen; außerdem wurde von einer Harmonisierung der nationalen Steuer- und Sozialsysteme abgesehen. Im Gegensatz zu den auf unbefristete Zeit angelegten EG-Verträgen definierte das EFTA-Abkommen von Anfang an auch das Recht, nach zwölfmonatiger Kündigungsfrist aus der Assoziation auszutreten. Eine vergleichbare Regelung wurde für die Europäische Union erst mit dem Vertrag von Lissabon eingeführt.
Über den ursprünglichen EFTA-Vertrag hinaus schlossen die Vertragspartner später noch weitere Abkommen. Hierzu zählt unter anderem das PIC-Abkommen (Pharmaceutical Inspection Convention) von 1970 zur Zusammenarbeit im Pharmarecht.

### Organe der EFTA
Gemäß der EFTA-Entscheidung, der Entstehung supranationaler Vollmachten entgegenzuwirken, sollten die notwendigen Institutionen mit einem Minimum an Organisationsaufwand so flexibel wie möglich bleiben. Als einziges Entscheidungsorgan wurde daher nach Artikel 32 der Stockholmer Konvention der EFTA-Rat geschaffen, der regelmäßig auf Minister- oder Beamtenebene zusammentrat und die politische Führung der EFTA bildete. Der EFTA-Rat konnte gleichzeitig Beschlüsse fassen und deren Umsetzung überwachen.
Zwar besteht ein dem Europäischen Gerichtshof (EuGH) vergleichbarer Gerichtshof, der EFTA-Gerichtshof in Luxemburg. Der EFTA-Gerichtshof ist allerdings nur für diejenigen EFTA-Staaten zuständig, die dem EWR beigetreten sind, also nicht für die Schweiz. Daher ist die Bezeichnung „EFTA-Gerichtshof“ irreführend. Sie wurde gewählt, weil die Einrichtung eines EWR-Gerichtshofs, der auch über die Auslegung von Gemeinschaftsrecht hätte entscheiden können, vom EuGH in einem Gutachten als unzulässig erklärt wurde.
Zur Unterstützung des Rates konnten je nach Bedarf Arbeitsgruppen und Komitees einberufen werden. Eine Sonderstellung nahm hierbei das Konsultativkomitee ein, das aus führenden, politisch unabhängigen Persönlichkeiten der Wirtschaft aller Mitgliedstaaten bestand und eine Wahrnehmung der öffentlichen Meinung durch den Rat vereinfachte.
Weiterhin wurde am Amtssitz der EFTA in Genf ein für die Gesamtkoordination der EFTA-Aktivitäten verantwortliches ständiges EFTA-Sekretariat errichtet, wozu bis in die 1990er Jahre nicht mehr als 150 Mitarbeiter nötig waren, während die EG-Kommission in Brüssel bereits in den 1960er Jahren mehr als 5000 Mitarbeiter beschäftigte.

## Die Entwicklung der EFTA bis heute

### 1960–1969: EG/EFTA-Rivalität
Nach Gründung von EG und EFTA herrschte zwischen beiden Organisationen zunächst ein starkes Konkurrenz- und Rivalitätsdenken. Die EFTA war im ersten Jahrzehnt ihres Bestehens vorwiegend darum bemüht, sich als alternatives Integrationsmodell zu etablieren und die eigene Handlungsfähigkeit zu beweisen. Dies geschah vor allem durch Abbau der Binnenzölle bis zum 31. Dezember 1966, drei Jahre früher als zunächst geplant.
Das Ziel der EFTA, eine starke Verhandlungsposition gegenüber der EG zu schaffen, wurde aber nicht erreicht. Verschiedene Versuche der gemeinsamen Annäherung der EFTA-Staaten an die EG in den Jahren 1960/1961 blieben erfolglos und wurden von einer bilateralen Vorgehensweise abgelöst. Insbesondere in Großbritannien hatte man erkannt, dass sich das wirtschaftliche Wachstum in den EG-Staaten schneller vollzog als in der EFTA und dass eine politische Isolation drohte. Im Juli 1961 entschloss sich Großbritannien daher, den EG-Beitritt zu beantragen. Diesem Antrag schlossen sich auch Dänemark, Norwegen und – außerhalb der EFTA – Irland an, während die neutralen EFTA-Staaten Österreich, Schweden und Schweiz die EG-Assoziierung beantragten.
Die von Frankreich dominierte EG ließ die Beitrittsverhandlungen im Januar 1963 zunächst jedoch scheitern. Erst nach Ablösung des französischen Staatspräsidenten Charles de Gaulle durch Georges Pompidou wurde über die 1967 erneut gestellten Beitrittsanträge beraten. Der grundsätzliche Beschluss zur ersten EG-Erweiterung wurde im Dezember 1969 gefasst.

### 1969–1984: EG-Erweiterung und Freihandelsabkommen
Dänemark und das Vereinigte Königreich traten zum 1. Januar 1973 aus der EFTA aus und zusammen mit Irland in die EG ein. In Norwegen wurde der EG-Beitritt per Referendum abgelehnt. Die erste EG-Erweiterung markierte den Beginn eines neuen Abschnittes zwischen EG und EFTA, die als pragmatischer Bilateralismus bezeichnet werden kann.
Auf Initiative Großbritanniens wurden zwischen der EG und den einzelnen EFTA-Staaten, zu denen ab 1970 auch Island gehörte, bilaterale Freihandelsverträge abgeschlossen. Innerhalb von vier Jahren, bis zum Juli 1977, konnte die größte Freihandelszone der Welt für gewerbliche und industrielle Erzeugnisse realisiert werden.
Den neutralen EFTA-Staaten öffneten sich damit die EG-Märkte für industrielle Güter, während ihnen die volle wirtschaftspolitische Handlungsfreiheit erhalten blieb. Über die Bereiche des Freihandels hinaus waren die EFTA-Staaten zudem um eine Zusammenarbeit mit der EG bemüht, unter anderem in den Bereichen Umweltschutz, Forschung und Technik, Atomenergie, Fischerei und Schifffahrt sowie technische Normen.
Damit waren für die EFTA mit der Verwirklichung der europaweiten Freihandelszone für industrielle Güter die vertraglichen Ziele zwar weitgehend erreicht; sie hatte jedoch an Bedeutung und Attraktivität gegenüber der EG verloren und drohte auf eine bloße Verwaltung des Freihandels reduziert zu werden.

### 1984–1989: EG-Binnenmarkt und Luxemburg-Prozess
Vor dem Hintergrund der Beseitigung der letzten quantitativen Restriktionen fand im April 1984 in Luxemburg ein gemeinsames Ministertreffen von EG und EFTA statt. Bei dieser ersten gemeinsamen Ministertagung beschloss man, die bestehende Kooperation fortzusetzen und auf Basis eines neuen multilateralen Dialoges den so genannten Luxemburg-Prozess zu etablieren. In diesem Zusammenhang wurde erstmals vom Konzept eines dynamischen Europäischen Wirtschaftsraums (EWR) gesprochen, der einen Ausbau des freien Handels gewährleisten sollte.
Aus Sicht der EG aber war die bislang angewandte Form des bilateralen Dialogs mit einzelnen EFTA-Staaten nicht mehr geeignet, weil individuelle Verhandlungen die homogene Ausgestaltung der externen Beziehungen der EG erschwerten. Durch Ausklammerung sensibler Bereiche, wie z. B. der Landwirtschaft oder des freien Personenverkehrs, entstand in der EG der Eindruck, die EFTA-Staaten würden sich ökonomische Vorteile ohne entsprechende Gegenleistungen verschaffen.
1987 hatte die – ein Jahr zuvor um Spanien und Portugal erweiterte – EG in der Einheitlichen Europäischen Akte außerdem beschlossen, bis 1992 einen Europäischen Binnenmarkt zu verwirklichen. Auf der EFTA-Ministerkonferenz von Interlaken 1987 verkündete die EG-Kommission deshalb drei Prinzipien für die zukünftige Gestaltung der Beziehungen zur EFTA:
- die Priorität des eigenen Integrationsprozesses gegenüber dem Ausbau externer Relationen,
- die Bewahrung interner Entscheidungsautonomie und die Abwehr externer Einflüsse auf die innere Autonomie,
- die Sicherstellung einer ausgewogenen Verteilung von Rechten und Pflichten.

Die Priorität der Vollendung des Binnenmarktes gegenüber einem Ausbau der externen Beziehungen der EG bedeutete, dass die traditionelle schrittweise Annäherung an die EG nun nicht mehr erfolgreich sein würde. Für die EFTA-Staaten bestand damit erneut die Gefahr der Marginalisierung durch die EG. Zwar waren EFTA und EG gemessen am Außenhandel zum jeweils wichtigsten Wirtschaftspartner des anderen geworden, aufgrund ihrer Größe waren die EFTA-Länder jedoch weit stärker von der EG abhängig als umgekehrt. Als Nichtmitglieder verfügten sie jedoch über kein politisches Mitbestimmungsrecht.

### 1989–1995: EWR und zweite EG-Norderweiterung
In der Situation des zum Stillstand gekommenen Luxemburg-Prozesses unterbreitete im Januar 1989 der Präsident der EG-Kommission, Jacques Delors, den Vorschlag, die Annäherung zwischen EG und EFTA auf eine neue institutionelle Basis zu stellen. Die EFTA-Staaten sollten als Ganzes in den Gemeinsamen Markt eingebunden und in gemeinsame Entscheidungs- und Verwaltungsprozesse integriert werden.
Die Delors-Initiative wurde von den EFTA-Staaten positiv aufgenommen, bedeutete dies doch für sie eine Öffnung des Gemeinsamen Marktes auf Basis der vier Grundfreiheiten, ohne an den gemeinsamen EG-Politiken teilnehmen zu müssen: ausgeklammert aus den ab 1990 offiziell geführten EWR-Verhandlungen blieben z. B. die Gemeinsame Außen- und Sicherheitspolitik, die Agrarpolitik, die Verkehrspolitik, die Steuer- und Finanzpolitik und die Teilnahme an der geplanten Wirtschafts- und Währungsunion.
Zwar fiel es den einzelnen EFTA-Staaten zunächst schwer, die stark differierenden nationalen Interessen in einer gemeinsamen Position zu vereinen, grundsätzlich war man aber bereit, den Standpunkt der EG, das bestehende EG-Recht in vollem Umfang beizubehalten und die Regeln des Binnenmarktes auf den EWR zu übertragen, zu akzeptieren. Der Acquis communautaire (rechtlicher Besitzstand der EG) wurde jedoch nur als Ausgangspunkt betrachtet, um unter Berücksichtigung spezifischer nationaler Interessen zu individuellen Übergangs- und Sonderregelungen zu gelangen. Insbesondere wurden eine angemessene aktive Beteiligung bei der Gestaltung zukünftigen EWR-Rechts gefordert.
Durch den Zusammenbruch der sozialistischen Systeme in Osteuropa hatten sich jedoch die internationalen politischen Rahmenbedingungen entscheidend verändert, so dass die EG noch stärker als politisches und ökonomisches Kraftzentrum in Europa in Erscheinung treten konnte. Mit Beendigung des Ost-West-Konfliktes hatte für viele EFTA-Staaten die Neutralitätspolitik ihren dominierenden Charakter verloren und die politische Rechtfertigung für eine besondere Behandlung der EFTA-Staaten war entfallen. Dies bedeutete, dass die EG nur noch zu wenigen Zugeständnissen bereit war und kompromisslos auf den eigenen Standpunkten beharren konnte.
Dies zeigte sich vor allem bei Fragen zu Mitbestimmung und zur Auslegung europäischen Rechts. Die EFTA-Staaten mussten sich zwar am finanziellen Ausgleich strukturschwacher europäischer Regionen finanziell beteiligen, eine echte Mitbestimmung im von der EG dominierten EWR-Ministerrat, -Gerichtshof und im Gemeinsamen Komitee wurde ihnen jedoch nicht zugestanden; insbesondere das Europäische Parlament und der Europäische Gerichtshof hatten sich diesen Forderungen vehement widersetzt. Außerdem mussten sie eine automatische Übernahme aller zukünftigen Acquis akzeptieren, ohne am politischen Prozess beteiligt zu werden.
Insgesamt eröffnete der EWR zwar allen beteiligten Staaten die Erschließung großer Marktpotenziale und verschaffte den EFTA-Staaten zudem gewisse Privilegien gegenüber den osteuropäischen Ländern, aus Sicht der EFTA-Staaten war damit jedoch das eigentliche Ziel, die Chancengleichheit zwischen EG- und EFTA-Staaten zu wahren und der drohenden Marginalisierung zu entgehen, verfehlt. Der EWR stellte somit keine echte Alternative zur EG-Mitgliedschaft dar. Da eine echte Mitwirkung an politischen Entscheidungsprozessen in der EG nur als Vollmitglied erreicht werden könne, entschieden sie sich sukzessiv, den Beitrittsantrag zu stellen. Auf Österreich (1989) und Schweden (1991) folgten 1992 Finnland, die Schweiz und Norwegen, wodurch die EWR-Verhandlungen in gewisser Weise den Charakter von vorgezogenen EG-Beitrittsverhandlungen annahmen.
Dennoch wurde die Schaffung des EWR zum 1. Januar 1993, parallel zum Beginn des EG-Binnenmarktes beschlossen. Das EWR-Abkommen trat am 1. Januar 1994 in Kraft. Während die norwegische Bevölkerung 1994 bereits zum zweiten Mal den EG-Beitritt ablehnte und die Schweiz auch das EWR-Abkommen nicht ratifizierte, traten Österreich, Finnland und Schweden zum Januar 1995 der Europäischen Union bei.

### Die EFTA seit 1995
Seit 1995 wird die EFTA nur noch von Island, Liechtenstein, Norwegen und der Schweiz gebildet. Trotz großer Heterogenität und stark differierender wirtschaftspolitischer Interessen beschlossen die EFTA-Minister bei ihren gemeinsamen Treffen im Dezember 1994 und Juni 1995, die EFTA als Zweckverband fortzuführen und als Pfeiler im EWR zu erhalten. Gemäß einem Beschluss von 1999 wurde das EFTA-Übereinkommen zum 1. Juni 2002 um die so genannte Vaduzer Konvention ergänzt, um eine Anpassung an die EWR-Vereinbarungen (bzw. die Nichtteilnahme der Schweiz) sowie die 1995 etablierte WTO zu erreichen. Die Aufgabe der EFTA beschränkt sich heute vorwiegend auf die Verwaltung und Umsetzung der EFTA-Konvention (EFTA-interner Handel), das EWR-Abkommen sowie den Abschluss von Freihandelsabkommen mit Drittländern, wie sie seit den 1990er Jahren verstärkt geschlossen wurden.

### Mögliche Erweiterungen
Eine Aufnahme neuer Mitglieder war nach Ablehnung des slowenischen Beitrittsgesuches im Herbst 1995 hingegen unwahrscheinlich geworden. Trotzdem haben gewisse Länder, unter anderem Algerien, Interessen hinsichtlich eines Beitrittes bekundet. Eine zeitweilig diskutierte Funktion als „Warteraum“ für osteuropäische Länder, die über einen mit der EFTA-Mitgliedschaft verbundenen EWR-Beitritt in kleinen Schritten an die EU hätten herangeführt werden können, erwies sich als zu wenig attraktiv und wurde deshalb in der politischen Praxis nicht weiter verfolgt.
Schon im Vorfeld eines möglichen Brexit-Entscheids kam jedoch wieder Bewegung in die Erweiterungsmöglichkeiten. In der Schweiz wurde von verschiedenen politischen Kreisen eine EFTA 2.0 ins Spiel gebracht, die dann zusammen mit dem aus der EU ausgetretenen Vereinigten Königreich ein etwas stärkeres Gewicht als bisher gegenüber der EU bilden könnte. Obwohl ursprünglich gar nicht auf der Tagesordnung, war eine mögliche Wiederaufnahme des Vereinigten Königreichs am EFTA-Ministertreffen vom 26. Juni 2016 das Hauptthema. Norwegen lehnte einen Beitritt Großbritanniens ab.

### Freihandelsabkommen

Karte von Freihandelsabkommen zwischen der EFTA und anderen Ländern
EFTA
Freihandelsabkommen
Verhandlungen über Freihandelsabkommen
Europäischer Wirtschaftsraum
Erklärung über Zusammenarbeit/Dialog über engere Handels- und Investitionsbeziehungen

- Ägypten – angewendet seit 1. August 2007, in Kraft seit 1. September 2008
- Albanien – unterzeichnet 2009, in Kraft seit 1. November 2010 in der Schweiz und Liechtenstein, 2011 in Island und Norwegen.[20]
- Bosnien und Herzegowina – unterzeichnet 2013, in Kraft seit 1. Januar 2015
- Chile – in Kraft seit 1. Dezember 2004; Modernisierungsverhandlungen ab 2019, mit Unterzeichnung am 24. Juni 2024 in Genf.[21]
- Costa Rica – in Kraft seit 29. August 2014
- Ecuador – in Kraft seit 1. November 2020
- Georgien – in Kraft seit 1. Mai 2018
- Golf-Kooperationsrat ( Bahrain,  Kuwait,  Oman,  Katar,  Saudi-Arabien,  Vereinigte Arabische Emirate)
- Hongkong – in Kraft seit 1. Oktober 2012
- Indien – abgeschlossen, unterzeichnet am 10. März 2024
- Indonesien – am 27. Januar 2020 wurde in der Schweiz das fakultative Referendum gegen dieses Abkommen ergriffen.[22] Hauptkritikpunkt war der zunehmende Palmölhandel. Da genügend Unterschriften gesammelt werden konnten, wurde am 7. März 2021 die Eidgenössische Volksabstimmung über das Wirtschaftspartnerschaftsabkommen mit Indonesien durchgeführt.[23][24] Die Stimmberechtigten haben sich schließlich für den Freihandel entschieden.[25] In Kraft seit 1. November 2021
- Israel – unterzeichnet 1992, in Kraft seit 1. Juli 1993
- Jordanien – in Kraft seit 1. September 2002
- Kanada – in Kraft seit 1. Juli 2009
- Kolumbien – in Kraft seit 1. Juli 2011
- Kosovo – abgeschlossen, unterzeichnet am 22. Januar 2025
- Libanon – in Kraft seit 1. Januar 2007
- Malaysia – abgeschlossen am 11. April 2025, unterzeichnet am 23. Juni 2025[26]
- Marokko (ohne Westsahara) – in Kraft seit 1. Dezember 1999
- Mexiko – in Kraft seit 1. Juli 2001
- Moldau – abgeschlossen, unterzeichnet am 27. Juni 2023, in Kraft seit 1. April 2025[27]
- Montenegro – in Kraft seit 1. September 2012
- Nordmazedonien – in Kraft seit 1. Mai 2002
- Palästina – unterzeichnet 1998, in Kraft seit 1. Juli 1999
- Panama – in Kraft seit 29. August 2014
- Peru – in Kraft seit 1. Juli 2011
- Philippinen – in Kraft seit 1. Juni 2018
- Serbien – in Kraft seit 1. Oktober 2010
- Singapur – in Kraft seit 1. Januar 2003
- Südkorea – in Kraft seit 1. September 2006
- Zollunion des Südlichen Afrika ( Botswana,  Eswatini,  Lesotho,  Namibia,  Südafrika)
- Thailand – abgeschlossen, unterzeichnet am 23. Januar 2025
- Tunesien – angewendet seit 1. Juni 2005, in Kraft seit 1. Juni 2006
- Türkei – in Kraft seit 1. April 1992; modernisiertes Abkommen seit 1. Oktober 2021
- Ukraine – in Kraft seit 1. Juni 2012

### Verhandlungen über Freihandelsabkommen
- Mercosur ( Argentinien,  Brasilien,  Paraguay,  Uruguay)[28]
- Vietnam
- Zentralamerikanische Staaten ( Guatemala,  Honduras)

#### Verhandlungen ausgesetzt
- Algerien
- Zollunion Russland-Belarus-Kasachstan ( Russland,  Belarus,  Kasachstan)

### Erklärung über Zusammenarbeit / Dialog über engere Handels- und Investitionsbeziehungen
- Mauritius
- Mongolei